# Bouxurulles
 Bouxurulles  es una población y comuna francesa, en la región de Lorena, departamento de Vosgos, en el distrito de Épinal y cantón de Charmes.

## Demografía
| 153 | 151 | 106 | 105 | 124 | 149 |
| Para los censos de 1962 a 1999 la población legal corresponde a la población sin duplicidades (Fuente: INSEE [Consultar]) |     |     |     |     |     |